# Kościół Matki Boskiej Różańcowej w Ortelu Królewskim
Kościół Matki Boskiej Różańcowej w Ortelu Królewskim – rzymskokatolicki kościół parafialny w Ortelu Królewskim, dawna cerkiew unicka, a następnie prawosławna.

## Historia
Informacje o pierwszej cerkwi w Ortelu Królewskim sięgają 1660 roku i prawdopodobnie ten obiekt został prezbiterium nowego budynku cerkiewnego wybudowanego za staraniami ks. Teodora Bileckiego przez cieślę Nazara w 1707 roku. Cerkiewnosłowiański napis fundacyjny cerkwi zachował się do dziś na belce drzwi wejściowych do nawy głównej. Cerkiew do 1875 roku należała do Kościoła unickiego, następnie, po jego likwidacji na Chełmszczyźnie, do Kościoła prawosławnego. Po I wojnie światowej została przejęta przez Kościół rzymskokatolicki i rekoncyliowana jako kościół Matki Bożej Różańcowej w 1922 roku.

## Architektura
Kościół w Ortelu Królewskim jest budowlą drewnianą, orientowaną, o konstrukcji zrębowej (na jaskółczy ogon), oszalowaną, na podmurówce. Dominującą częścią obiektu jest prostopadłościenna nawa, pokryta wspólnym z węższym prezbiterium czterospadowym dachem. Na kalenicy nawy nadstawiona sygnaturka w formie cebulastej kopułki. Zakrystia położona w osi prezbiterium, przykryta pulpitowym dachem. Wieża-dzwonnica od zachodu, postawiona na planie kwadratu, dwukondygnacyjna, zwieńczona kopułką w formie nawiązującą do tej nad nawą.
Wewnątrz znajduje się barokowy ołtarz główny z przełomu XVIII i XIX wieków oraz rokokowe ołtarze boczne z XVIII wieku. Po remoncie prowadzonym od 1994 r. zostały odsłonięte cerkiewne malowidła z 1720 r. umieszczone m.in. na łuku tęczowym prezbiterium.

Za świątynią znajduje się cmentarz rzymskokatolicki, dawniej unicki i prawosławny.

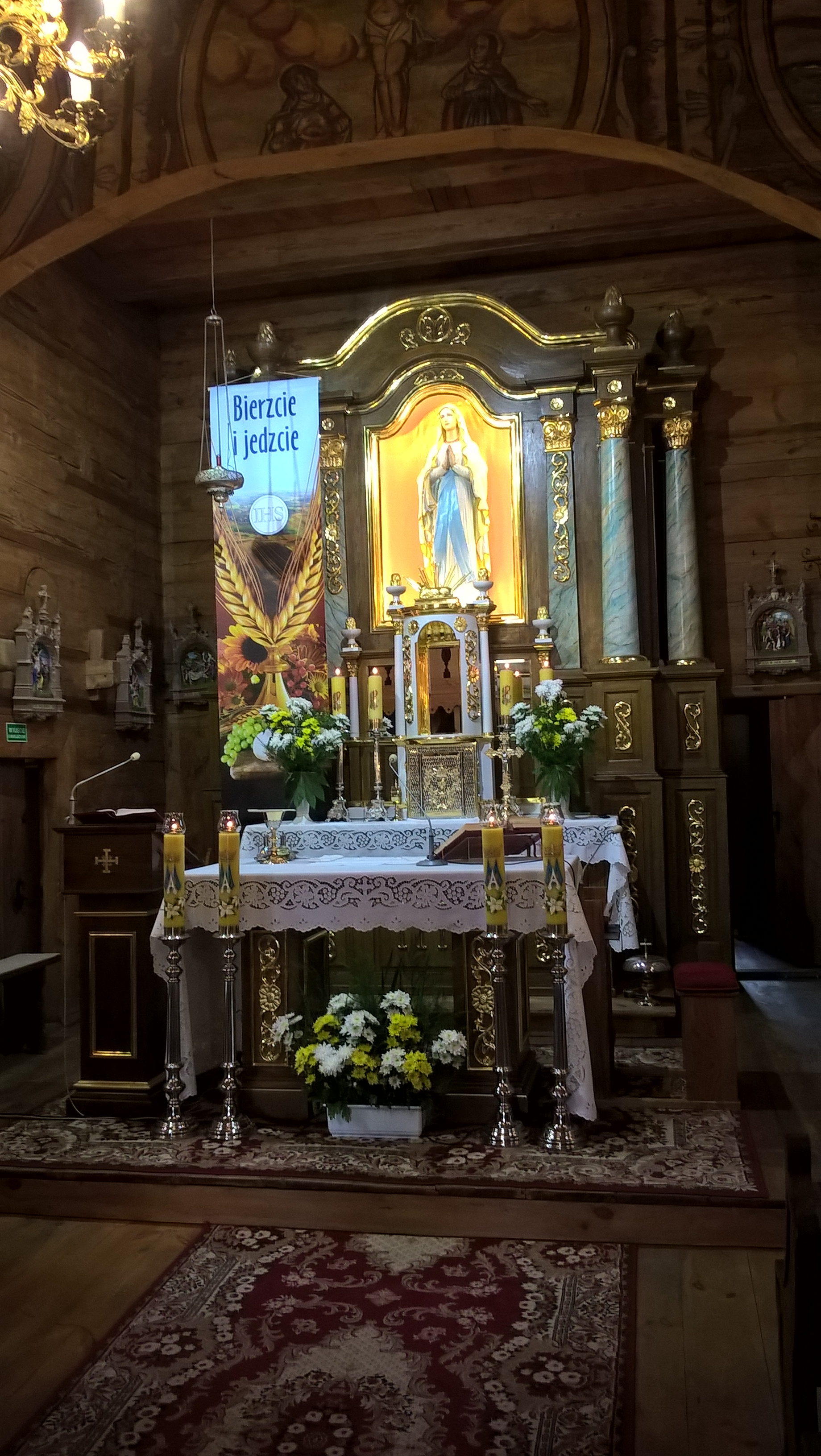
Ołtarz główny kościoła
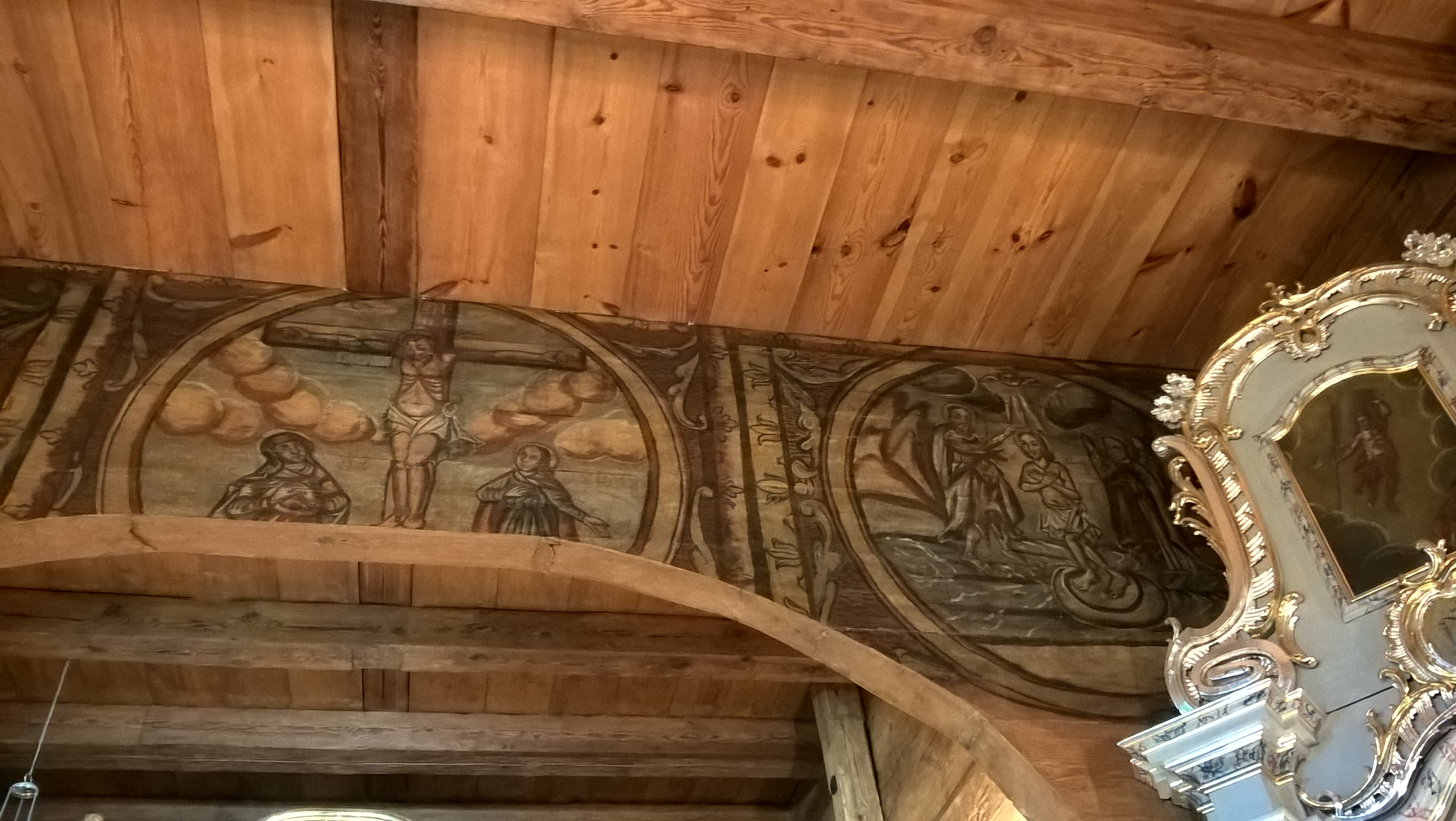
Malowidła z okresu unickiego
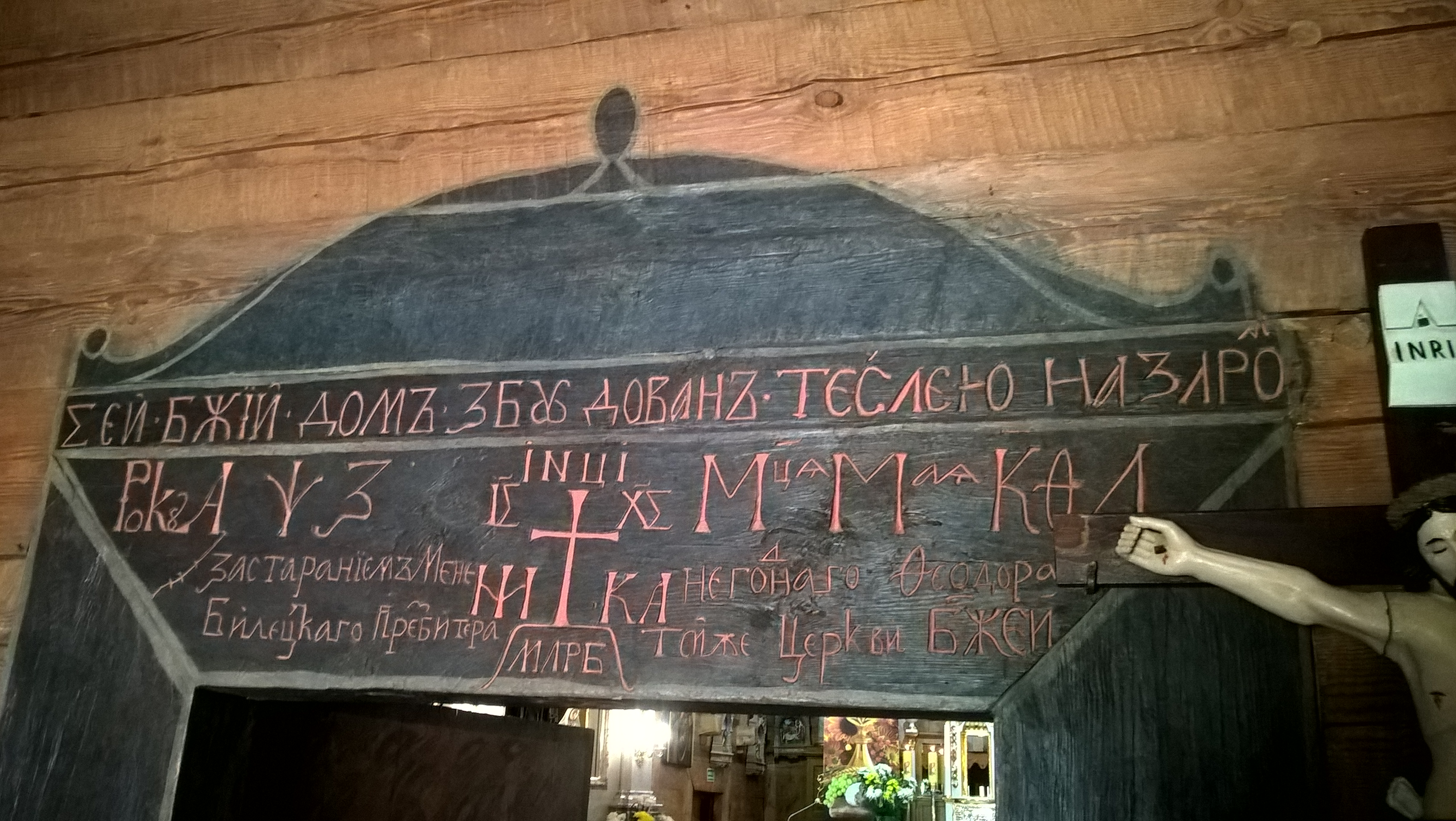
Inskrypcja fundacyjna